# Peperbus (Zwolle)

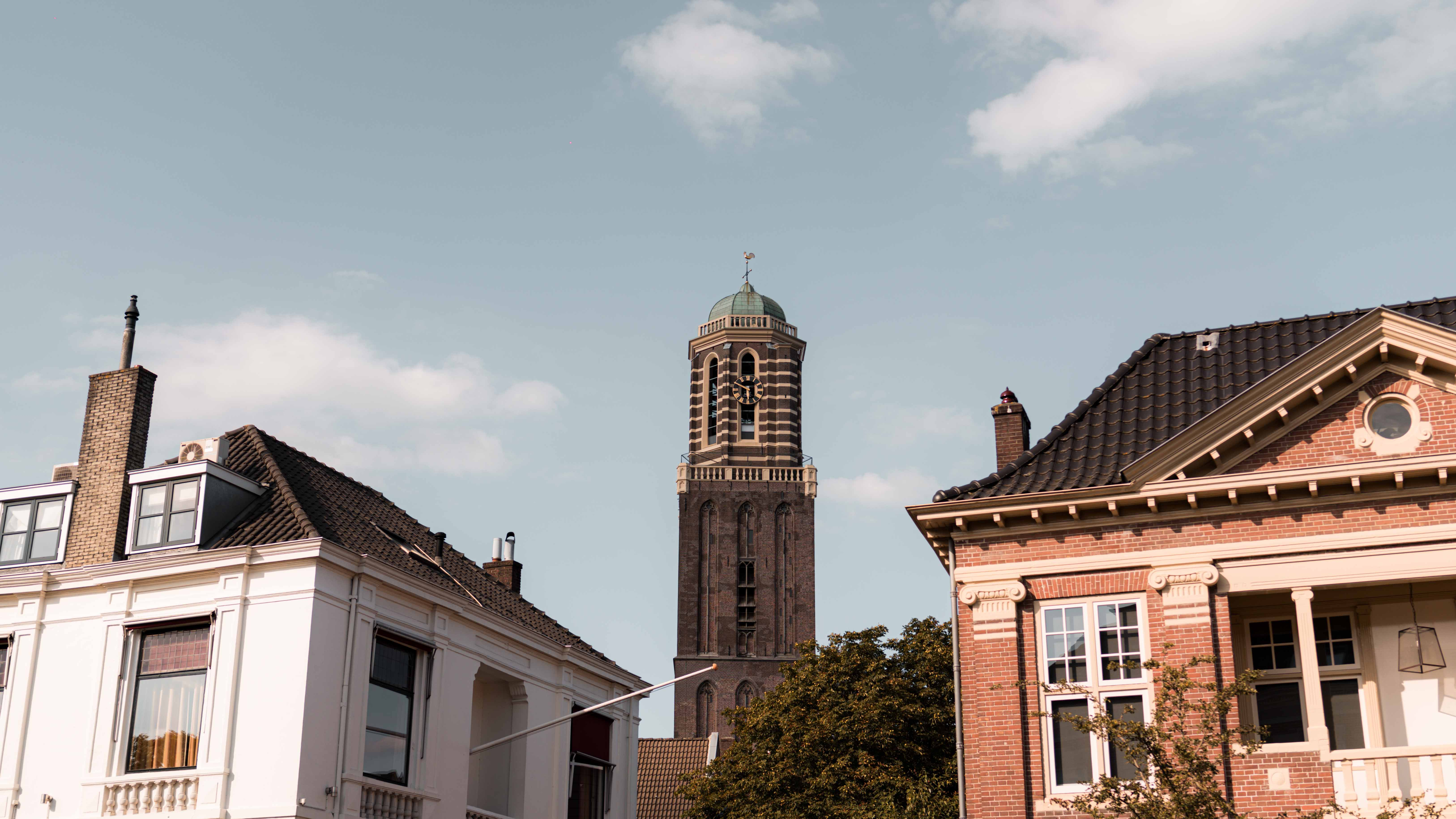
Peperbus vastgelegd vanaf de Zwolse grachten

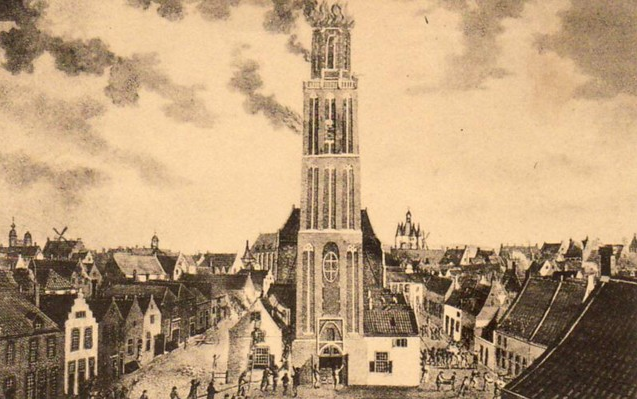
De brand van 1815 op een negentiende-eeuwse prent.

De Peperbus (Zwols: Pèperbusse) is een laatgotische toren in Zwolle behorende bij de Basiliek van Onze-Lieve-Vrouw-Tenhemelopneming. "Peperbus" is eigenlijk de bijnaam van de Onze-Lieve-Vrouwetoren, die de toren dankt aan zijn vorm, die lijkt op een peperbus. Met zijn hoogte van 75 meter is de markante toren al van veraf te zien.
De Peperbus is te beklimmen tot de eerste omgang die zich op 51 meter hoogte bevindt. Dit staat gelijk aan 236 traptreden. De tweede omgang is niet toegankelijk voor publiek en bevindt zich op 65 meter hoogte.

## Geschiedenis
De Peperbus is gebouwd tussen 1463 en 1482. Hij was toen echter helemaal stomp van boven. Doordat de toren van de Grote of Sint-Michaëlskerk in 1669 afbrandde wilde men een nieuwe representatieve toren in Zwolle. In 1727 werd daarom een uivormige kap op de toren geplaatst.
In 1815 werd het bovenste deel van de toren verwoest door een brand. De toren werd hersteld en voorzien van het huidige koepelvormige dak neoclassicistische stijl.

## Restauratie
Van 2002 tot en met 2005 is de Peperbus grondig gerestaureerd, omdat er door de jaren heen veel bouwkundige gebreken aan de toren ontstonden. Op 2 november 2004 zijn er vier nieuwe klokken geplaatst in het carillon van de Peperbus waardoor het met 51 klokken een van de grootste carillons van Nederland is.

## Hoogte
De Peperbus heeft een hoogte van 75 meter. Ooit stond het bekend als de hoogste toren van Zwolle, maar dat was het na de bouw van de IJsseltoren niet meer. De IJsseltoren, een kantoorgebouw, is een deel van de Voorsterpoort en is ongeveer 96 meter hoog.

## Fotogalerij

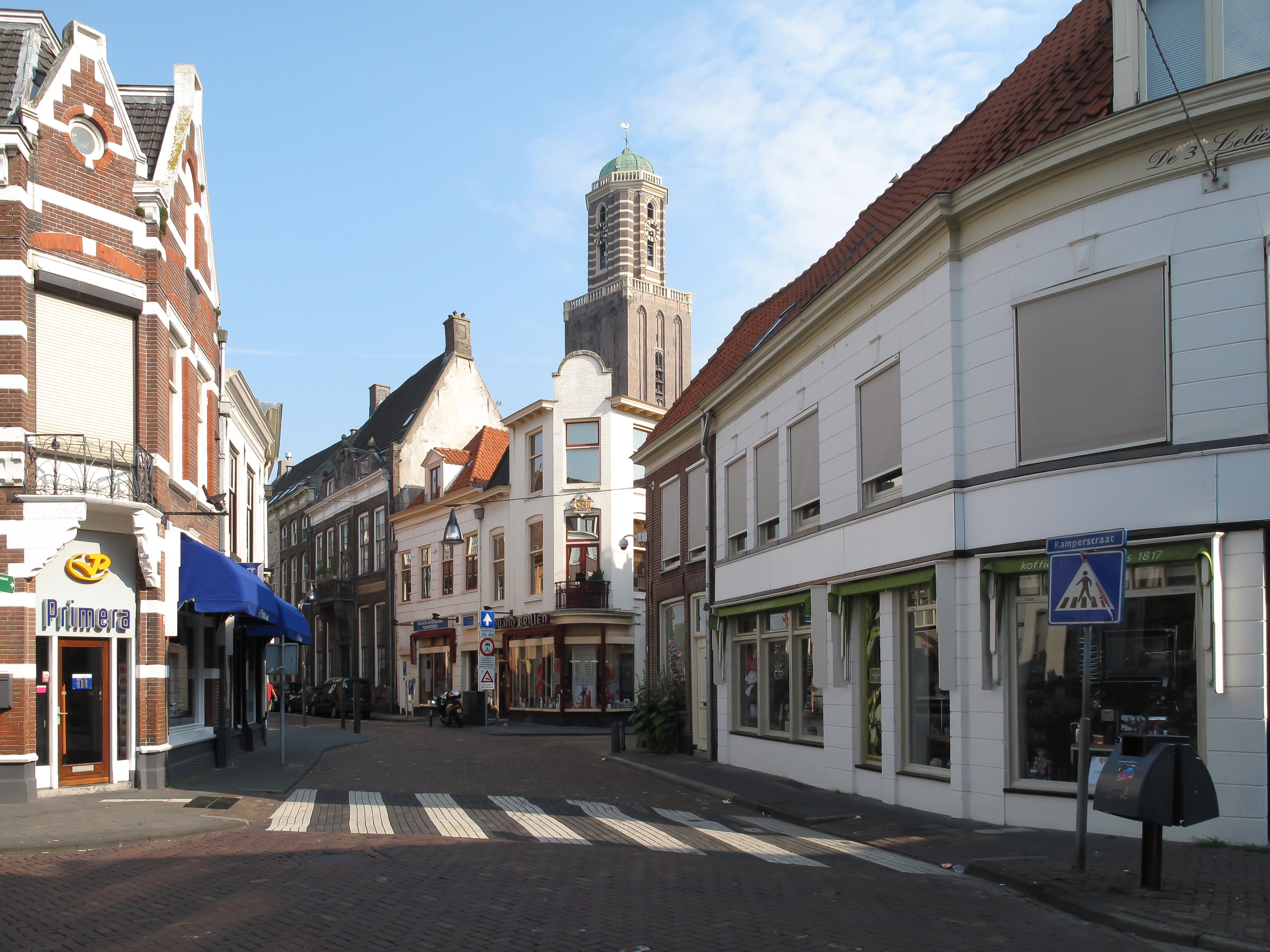
straat met Peperbus
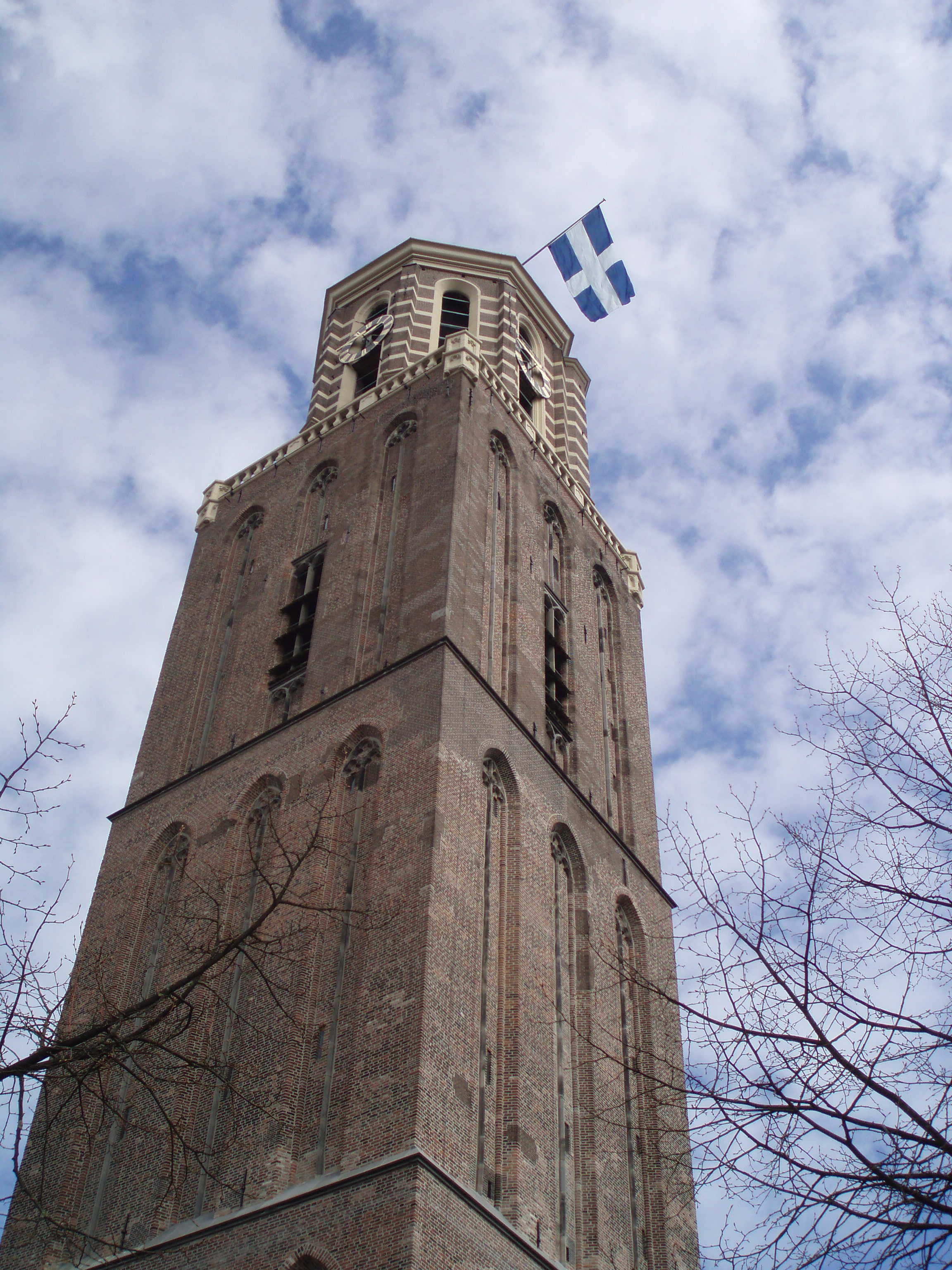
Peperbus gezien vanaf de voet van de toren
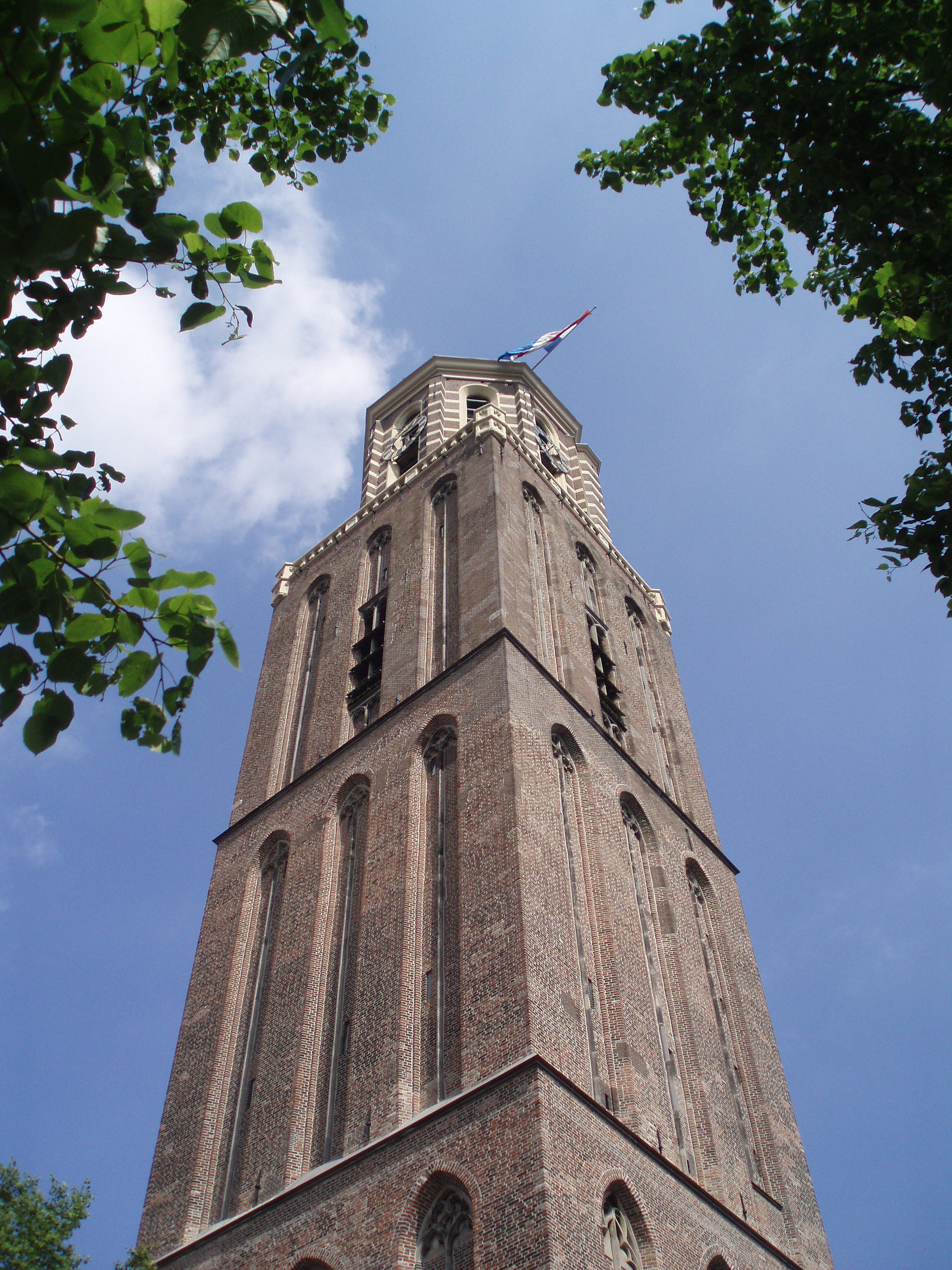
Peperbus met de Nederlandse vlag
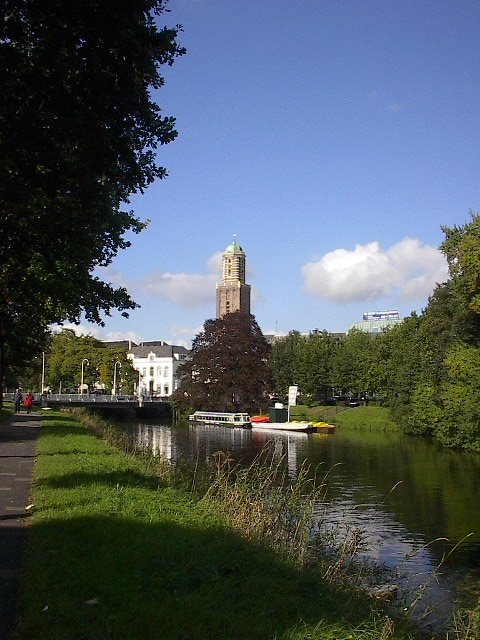
Peperbus vanaf de Stadsgracht
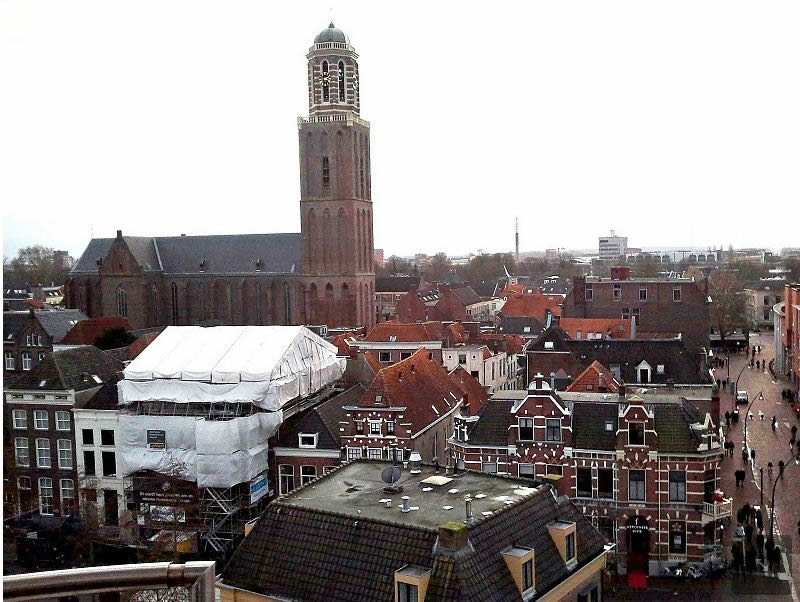
Peperbus gezien vanuit reuzenrad op Rodetorenplein